# ALL/2
《ALL/2》(이분의 올, 일본어: にぶんのオール 니분노오루[*])은 2006년 9월 13일에 에이벡스 트랙스에서 발매된 AAA의 두 번째 미니음반이다.

## 해설
- 통상반(CD) · 초회한정반(CD+DVD)의 두가지의 형태로 발매.
- 여덟 번째 싱글 〈솔 에지 보이/기모노 제트 걸〉는 미수록되어있다.
- 데뷔 1주년 기념 네개의 타이틀 연속 발매 중의 하나이다. 8월 30일 발매인 싱글 〈Let it beat!〉 · 9월 6일 발매 싱글 〈"Q"〉· 9월 13일 발매 라이브 DVD 《2nd ATTACK at Zepp Tokyo on 29th of June 2006》의 세가지의 타이틀로 본편과 구입하면 데뷔 1주념 기념의 연동응모가 가능해진다. 특별상은 멤버 착용 악세서리를 선물. 부상은 AAA 오리지널 CD 스탠드.
- 가사 카드의 처음과 마지막의 페이지를 이으면 1장의 그림이 된다.
- 발매일인 9월 13일에는 데뷔 1주년을 기념한 프리 라이브가 일본무도관에서 행해졌다.
- AAA로 오리콘 주간 차트에서 당시의 음반 최고순위가 12위였다.

## 수록곡
CD
1. 허리케인 리리, 보스턴 마리 (Original Long version)(ハリケーン・リリ、ボストン・マリ（Original Long version)) [6:20]
일곱 번째 싱글. 싱글판에는 수록되지 않았던 환상의 4절도 수록되고 있다.
2. Let it beat! [4:44]
아홉 번째 싱글. 당시까지의 싱글으로의 AAA 자체 최고순위를 기록한 노래이다.
3. 할렐루야(ハレルヤ) [3:57]
다섯 번째 싱글. 드라마 《가치바카!》의 주제가.
4. "Q" [4:16]
열 번째 싱글. ‘제26회 전국고등학교 퀴즈 선수권’ 응원송.
5. Shalala 희망의 노래(Shalala キボウの歌) [4:10]
여섯 번째 싱글.
6. 꿈의 조각(夢ノカケラ) [4:59]
  - 작사: 이노우에 카츠히토 / 작곡: 키츠이 켄이치 / 편곡: 시미즈 노부유키

신곡.

DVD
1. 꿈의 조각 (Music Clip)
2. AAA History (Off Shot Movie Selection)
3. 꿈의 조각 (Off Shot Movie)